# クィントゥス・ムキウス・スカエウォラ (紀元前220年の執政官)
クィントゥス・ムキウス・スカエウォラ（ラテン語: Quintus Mucius Scaevola、? - 紀元前209年）は紀元前3世紀後期の共和政ローマの政治家・軍人。紀元前220年に執政官（コンスル）、紀元前215年に法務官（プラエトル）を務めた。

## 出自
スカエウォラはプレブス（平民）であるムキウス氏族の出身。古代の歴史家は、紀元前508年にローマを包囲したエトルリア王ラルス・ポルセンナを暗殺しようとして捕虜となり、その面前で自身の右手を焼いて勇気を示した、伝説的な英雄であるガイウス・ムキウス・スカエウォラ（スカエウォラは左利きの意味）をムキウス氏族の先祖としているが、現代の研究者はこれはフィクションであると考えている。実際、高官を出したムキウス氏族はプレブス系であり、歴史に登場するのは比較的遅く、クィントゥスが最初である（即ち、ガイウス以来300年近く歴史に登場していない）。
紀元前175年の執政官プブリウス・ムキウス・スカエウォラと紀元前174年の執政官クィントゥス・ムキウス・スカエウォラは彼の息子と思われ、その場合スカエウォラの父の名前はプブリウスである。

## 経歴
カピトリヌスのファスティの紀元前 221年 - 紀元前219年の分は欠落しているが、354年のローマ歴（Chronographus anni 354）では、スカエウォラは紀元前220年にマルクス・ウァレリウス・ラエウィヌスと共に執政官に就任したとする。しかし、両者は比較的は早く辞任せざるを得なかったと推測される。両者共にクラウディウス氏族の一派に属しており、対立するアエミリウス氏族とコルネリウス・スキピオ家との政治抗争に巻き込まれたものと思われる。
スカエウォラは第二次ポエニ戦争中の紀元前215年に法務官に就任し、インペラトール（軍事指揮権）を得た。スカエウォラの担当地域はサルディニアであった。そこでスカエゥオラは病を得るが、それでも前法務官（プロプラエトル）として当初2年、その後さらに1年延長された
。
紀元前209年にスカエウォラは死去したが、そのときには式典を実施する10人委員会（decemvir sacrorum）の一人であった。

## 参考資料
- ティトゥス・リウィウス『ローマ建国史』
- Münzer F. "Mucius" // Paulys Realencyclopädie der classischen Altertumswissenschaft . - 1933. - Bd. XVI, 1. - Kol. 412-414.
- Münzer F. "Mucius 16" // Paulys Realencyclopädie der classischen Altertumswissenschaft . - 1933. - Bd. XVI, 1. - Kol. 424-425.
- Johnson, Paula, "Fabius, Marcellus and Otacilius: The Alliance That Never Was",
- Dorey, TA, "The Treaty With Saguntum"
- Tassilo Schmitt: M. Scaevola, Q. [I 6]. In: Der Neue Pauly (DNP). Volume 8, Metzler, Stuttgart 2000, ISBN 3-476-01478-9 , Pg. 426.
- Broughton R. "Magistrates of the Roman Republic" - New York, 1951. - Vol. I. - P. 600.